# Stadland
Stadland er en kommune i den nordlige/centrale del af Landkreis Wesermarsch, i den tyske delstat Niedersachsen.

## Geografi
Kommunen Stadland omfatter hovedsageligt det historiske landskab med samme navn, og ligger syd for halvøen Butjadingen , og ligger ud til Jadebusen. Kommunen er det fladeste landskab i Tyskland, med en højde på mellem 1,2  og 0,8 moh.

### Nabokommuner
Stadland grænser mod nordvest til kommunen Butjadingen , mod nordøst til byen Nordenham. Mod øst grænser den til die Unterweser og mod vest til Jadebusen. Mod sydøst ligger byen Brake, mod syd kommunen Ovelgönne og mod sydvest kommunen Jade; Alle i Landkreis Wesermarsch.

### Inddeling
Kommunen består af landsbyerne Rodenkirchen, Schwei, Seefeld og Kleinensiel, der indtil 1970'erne var selvstændige kommuner.
Rodenkirchen er med omkring 4.000 indbyggere den største by i kommunen med skoler, sporstfaciliteter og administration. Navnet går tilbage til 1244 erhielt, og refererer til korskirken Sankt Matthæuskirken i centrum af byen, hvor der er træsnitsarbejder af Ludwig Münstermann (de) (omkring 1560-1638).

## Kernekraftværk
Stadland er hjemsted Kernkraftwerk Unterweser som blev sat i drift i 1978. Det var med 1.400 Megawatt et af landets kraftigste atomkraftværker, men blev taget ud af drift i 2011.